# Luzaridella susurra
Luzaridella susurra is een rechtvleugelig insect uit de familie krekels (Gryllidae). De wetenschappelijke naam van deze soort is voor het eerst geldig gepubliceerd in 2013 door Martins & da Silva.